# Wacław Kiełtyka
Wacław "Vogg" Kiełtyka (Krosno, 17. prosinca 1981.) poljski je gitarist i glazbenik. Najpoznatiji je kao gitarist poljskog death metal-sastava Decapitated.
Wacław je jedan od izvornih članova Decapitateda. Osnogao ga je s bratom Witoldom 1996. godine. Od Witoldove smrti 2007. Wacław je jedini izvorni član sastava.
Osim u Decapitatedu Wacław je svirao i u grupi Vader. Također je član black metal-sastava Lux Occulta.
Godine 2019. pridružio se sastavu Machine Head.

## Diskografija
Decapitated (1996. – danas)
- Winds of Creation (2000.)
- Nihility (2002.)
- The Negation (2004.)
- Organic Hallucinosis (2006.)
- Carnival Is Forever (2011.)
- Blood Mantra (2014.)
- Anticult (2017.)

Lux Occulta (1998. – 2002., 2011. – danas)
- My Guardian Anger (1999.)
- The Mother and the Enemy (2001.)
- Kołysanki (2014.)